# Estación de Chapleau
Chapleau es una estación sin personal ubicada en el corazón de Chapleau, Ontario. Esta es una parada intermedia importante para el tren Sudbury-White River de Via Rail, que opera entre Sudbury y White River.